# A Paixão de V segundo Ele Próprio
A Paixão de V Segundo Ele Próprio é o segundo disco da carreira do cantor, compositor e escritor brasileiro Vítor Ramil. Foi lançado em LP no ano de 1984 e relançado em CD no ano de 1998.
Com um elenco enorme de importantes músicos brasileiros, este disco experimental e polêmico, produzido por Kleiton e Kledir, seus irmãos mais velhos,proporcionou ao público uma espécie de antevisão dos muitos caminhos que a inquietude levaria Vitor Ramil a percorrer futuramente. Eram vinte e duas canções cuja sonoridade ia da música medieval ao carnaval de rua, de orquestras completas a instrumentos de brinquedo, da eletrônica ao violão milongueiro. As letras misturavam regionalismo, poesia provençal, surrealismo e piadas. Deste disco a grande intérprete argentina Mercedes Sosa gravou a milonga Semeadura.

## Músicas
- Todas as faixas compostas por Vítor Ramil, exceto onde anotado.

### Versão em CD
1. "Satolep" (6:58)
2. "O Baile dos Galentes" (0:29)
3. "Ibicuí da Armada" (4:20)
4. "O Milho e a Inteligência" (Vitor Ramil/Francine Ramil) (0:52)
5. "Talismã" (4:36)
6. "A Luta" (Vitor Ramil/Euclides da Cunha) (1:10) (exclusiva da versão em CD)
7. "Armando Albuquerque no Laboratório" (0:07)
8. "Milonga de Manuel Flores" (Vitor Ramil/Jorge Luis Borges/Alfredo Jacques) (2:03)
9. "Nossa Senhora Aparecida e o Milagre" (Vitor Ramil/Giba Giba) (0:49)
10. "Noigandres" (Vitor Ramil/Arnaut Daniel/Augusto de Campos) (1:04)
11. "Clarisser" (4:13)
12. "De um Deus que Ri e de Outros" (1:17)
13. "Semeadura" (Vitor Ramil/José Fogaça) (3:23)
14. "Poemita" (Vitor Ramil/Joca D'Ávila) (1:04)
15. "Sangue Ruim" (Vitor Ramil/Arthur Rimbaud/Lêdo Ivo) (0:47) (exclusiva da versão em CD)
16. "Século XX" (3:03)
17. "Auto-Retrato" (0:22)
18. "Sim e Fim" (3:29)
19. "Fragmento de Milonga" (Vitor Ramil/Cleber Teixeira) (0:18)
20. "A Paixão de V Segundo Ele Próprio" (4:01)
21. "As Moças" (quadra popular/adaptação: Vitor Ramil) (0:14)
22. "As Cores Viajam na Porta do Trem" (1:26)

### Versão original em LP

#### Lado A
1. "Satolep"
2. "Armando Albuquerque no Laboratório"
3. "Sim e Fim"
4. "Fragmento de Milonga"
5. "Semeadura"
6. "Poemita"
7. "Noigandres"
8. "Clarisser"
9. "De um Deus que Ri e de Outros"

#### Lado B
1. "Talismã"
2. "O Baile dos Galentes"
3. "Milonga de Manoel Flores"
4. "Nossa Senhora Aparecida e o Milagre"
5. "Século XX"
6. "Auto-Retrato"
7. "Ibicuí da Aramada"
8. "O Milho e a Inteligência"
9. "A Paixão de V Segundo Ele Próprio"
10. "As Moças"
11. "As Cores Viajam na Porta do Trem"